# جيروم بونس
جيروم بونس هو عارض فلبيني، ولد في 4 يونيو 1995 في Santa Mesa ‏ في الفلبين.

## وصلات خارجية
- جيروم بونس على موقع IMDb (الإنجليزية)
- جيروم بونس على موقع ميوزك برينز (الإنجليزية)